# Карлос Уріарте Санчес
Карлос Уріарте Санчес (ісп. Carlos Uriarte Sánchez) — іспанський юрист, адвокат, юридичний консультант, громадський діяч, письменник. Генеральний секретар «Паневропа Іспанія» (Пан'європейський Союз) та член Ради Президентства «Міжнародного пан'європейського союзу». Директор Європейського товариства Куденгофе-Калерґі. Спікер Форуму Вільних Народів Постросії.

## Суспільно-громадська діяльність
Генеральний секретар «Паневропа Іспанія» (Пан'європейський Союз) та член Ради Президентства «Міжнародного пан'європейського союзу». Він був президентом «Пан'європейської Молоді Іспанії», та координатором «Міжнародна Пан'європейська Молодь». Також є директором Європейського товариства Куденгофе-Калерґі.
Має вчену ступінь у галузі права та політичних наук та адміністрації по спеціалізації — Європейські студії) в Мадридському університеті в Мадриді. Здобуває освіту в Віденському університеті. Диплом із конституційного права (спеціалізація — Політична участь).
Карлос Уріарте Санчес є професором конституційного права в Університеті Короля Хуана Карлоса та членом Видатної асоціації адвокатів Мадрида. Він приєднався до Міжнародної юридичної фірми Lupicinio у грудні 2018 року як радник, відповідальний за інституційні відносини, європейські справи та міжнародні організації.
Був відповідальним за імміграцію в Спілці Робітників (USO), технічним директором Іспанської Федерації Руху Європи та юридичним консультантом в Європейському парламенті у Брюсселі.
Є довіреною особою Фонду миру та співробітництва та його представником у Економічний та соціальній рада ООН у Женеві та Відні, членом Урядової ради делегатів Незалежного фонду та Консультативної ради Асоціації з поширення та популяризації всесвітньої спадщини. Іспанії (ADIPROPE).
Він є членом відповідних журі Премії Отто фон Габсбургa та Премії Ріхарда Куденгофе-Калерґі.
Спікер  Форуму Вільних Народів Постросії.

## Експертиза
Господарське право, Корпоративне право, Трудове право, Договірне право, Міжнародне право, арбітраж, судовий процес та імміграція.